# Hydrotaea vietnamensis
Hydrotaea vietnamensis este o specie de muște din genul Hydrotaea, familia Muscidae, descrisă de Shinonaga în anul 1999.
Este endemică în Vietnam. Conform Catalogue of Life specia Hydrotaea vietnamensis nu are subspecii cunoscute.